# История Японии
Исто́рия Япо́нии охватывает период от III столетия до н. э. до наших дней. Первые письменные упоминания о древней Японии содержатся в китайских исторических хрониках «Двадцать четыре истории» I века. Однако согласно результатам археологических исследований, Японский архипелаг был заселён людьми в период позднего палеолита.
В истории Японии периоды изоляции страны чередуются с периодами активных взаимоотношений с внешним миром.

## Периодизация
| Даты                                    | Эпоха                         | Период            | Подпериоды                                        | Форма правления    |
| --------------------------------------- | ----------------------------- | ----------------- | ------------------------------------------------- | ------------------ |
| 40—13 тыс. лет до н. э.                 | Доисторическая Япония (Гэнси) | Палеолит          | Палеолит                                          |                    |
| 13 тыс. лет до н. э. — III век до н. э. | Доисторическая Япония (Гэнси) | Дзёмон            | Дзёмон                                            |                    |
| III век до н. э. — III век              | Доисторическая Япония (Гэнси) | Яёй               | Яёй                                               |                    |
| III—VI вв.                              | Доисторическая Япония (Гэнси) | Ямато             | Кофун                                             |                    |
| 592—710 гг.                             | Древняя Япония (Кодай)        | Ямато             | Асука                                             |                    |
| 710—794 гг.                             | Древняя Япония (Кодай)        | Нара              | Нара                                              |                    |
| 794—1185 гг.                            | Древняя Япония (Кодай)        | Хэйан             | Хэйан                                             |                    |
| 1185—1333 гг.                           | Средние века (Тюсэй)          | Камакура          | Камакура                                          | Сёгунат Камакура   |
| 1333—1336 гг.                           | Средние века (Тюсэй)          | Реставрация Кэмму | Реставрация Кэмму                                 |                    |
| 1336—1573 гг.                           | Средние века (Тюсэй)          | Муромати          | Намбокутё (1336—1392 гг.) Сэнгоку (1467—1573 гг.) | Сёгунат Муромати   |
| 1573—1603 гг.                           | Новое время (Кинсэй)          | Адзути-Момояма    | Адзути-Момояма                                    |                    |
| 1603—1868 гг.                           | Новое время (Кинсэй)          | Эдо               | Бакумацу (1853—1868 гг.)                          | Сёгунат Токугава   |
| 1868—1912 гг.                           | Новейшее время (Киндай)       | Мэйдзи            | Мэйдзи                                            | Японская империя   |
| 1912—1926 гг.                           | Новейшее время (Киндай)       | Тайсё             | Тайсё                                             | Японская империя   |
| 1926—1945 гг.                           | Новейшее время (Киндай)       | Сёва              | Довоенный и военный периоды                       | Японская империя   |
| 1945—1952 гг.                           | Современность (Гэндай)        | Сёва              | Период оккупации                                  | Японская империя   |
| 1952—1989 гг.                           | Современность (Гэндай)        | Сёва              | Послеоккупационный период                         | Государство Япония |
| 1989 — 30 апреля 2019 гг.               | Современность (Гэндай)        | Хэйсэй            | Хэйсэй                                            | Государство Япония |
| с 1 мая 2019 г.                         | Современность (Гэндай)        | Рэйва             | Рэйва                                             | Государство Япония |

## Доисторическая и древняя Япония

### Япония на заре истории

#### Первые японцы
В палеолите Земля была скована ледниками, и уровень воды был на 100 м ниже современного. Япония ещё не представляла собой архипелаг, а соединялась суходольными перешейками с материком. Внутреннее Японское море было просторной долиной. Ледники не достигали Восточной Азии, но их влияние сказывалось на климате. Япония входила в азиатскую степную экозону, богатую различными травами. Здесь водились мамонты, слоны Науманна, большерогие олени и другие животные, которые прибывали сюда из Сибири.
Первые признаки заселения Японского архипелага появились около 40 тысячелетия до н. э. с началом японского палеолита, который продолжался по 12-е тысячелетие до н. э. Население древней Японии занималось охотой и собирательством, изготавливало первые каменные орудия труда грубой обработки. В этом периоде отсутствуют керамические изделия, поэтому период также носит название периода докерамической культуры. Каменные орудия, с позднеплейстоценовой стоянки Ками-Сиратаки 2 (Kamishirataki 2) на острове Хоккайдо имеют сходство с находками с верхнепалеолитической (15,28—16,56 тыс. лет назад) стоянки Куперс-Ферри (Cooper’s Ferry) на реке Салмон (бассейн Колумбии, штат Айдахо, США), что свидетельствует о первоначальном заселении Америки вдоль тихоокеанского побережья.
Памятники с керамикой Фукуи (12 700 ± 500 л. н.) и Камикуроива (12 165 ± 600 л. н.) находятся в Южной Японии.

#### Период Дзёмон
Около 10 тысяч лет до н. э. завершилась эпоха ледников, с таянием которых поднялся уровень мирового океана. Благодаря этому образовался Японский архипелаг. В результате потепления и изменения движения морских течений японские степи времён палеолита заросли густым лесом. Примерно в это же время на Японские острова переселилась новая группа людей из Юго-Восточной Азии. Представители этой группы хорошо разбирались в судостроении и морской навигации. Вероятно, их каноэподобные лодки-долблёнки были принесены к японским берегам тёплым океанским течением Куросио. Новоприбывшие юго-восточные азиаты смешались с потомками палеолитической популяции Японского архипелага.
Благодаря изменению климата японская флора и фауна кардинально изменились. Северо-восточная часть архипелага была покрыта дубовыми и хвойными лесами, а юго-западная — буковыми и субтропическими. В них жили большие кабаны, олени, дикие утки, фазаны. В морях и океане водились бониты, красные пагры, морские судаки. Побережья Хоккайдо и региона Тохоку были богаты лососем и форелью. Благодаря таким природным богатствам жители Японских островов не нуждались в крупномасштабном сельском хозяйстве или скотоводстве, оставаясь примитивным обществом охотников-собирателей.
Около 10 тысяч лет назад древние японцы начали изготавливать керамические изделия, которые считаются одними из старейших в мире. Среди керамики того времени преобладала кухонная посуда в виде глубокодонных кувшинов для хранения продуктов, жарки и варки пищи. Характерной особенностью этих изделий был «шнурковый орнамент», который по-японски называется дзёмон. Подобный орнамент наблюдался на островной посуде до середины II века до н. э., что позволило археологам называть японскую культуру времен неолита «культурой Дзёмон», а время её доминирования на Японском архипелаге — периодом Дзёмон.
В неолите древние японцы перешли к оседлому образу жизни, формируя небольшие поселения в 20—30 человек на невысоких холмах. Типичным жильём были землянки и полуземлянки. Вокруг поселения находились мусорные кучи, которые одновременно служили местом захоронения умерших. Среди поселений той эпохи выделяется стоянка Саннай-Маруяма в современной префектуре Аомори, датируемая V веком до н. э. и содержащая остатки большого посёлка на 100—200 человек. Основой хозяйства жителей были охота и собирание плодов растений. Существовало половое и возрастное разделение труда. Наряду с промыслами древние обитатели архипелага занимались примитивным разведением каштанов, бобовых, гречихи, а также культивацией устриц. Около IV—III века до н. э. они освоили примитивное суходольное рисоводство. Религиозным представлениям были присущи анимизм и тотемизм. Также они изготавливали из глины женские фигурки догу и поклонялись силам Земли, символам рождения и жизни.

#### Период Яёй
Хотя рисоводство было известно в Японии ещё в период Дзёмон, крупномасштабное заливное рисоводство с использованием ирригации появилось на островах в 1 тысячелетии до н. э., путём заимствования с континента. Местом нововведений был север острова Кюсю, откуда эта культура распространилась в другие районы архипелага. С приходом заливного рисоводства люди, проживавшие до этого на небольших холмах, переселились на равнины и долины рек. Были созданы первые сельские общины мура, члены которых занимались созданием и поддержкой заливных полей. Появились новые орудия труда, такие как каменный нож-серп, а также новые типы зданий для хранения зерна — амбары на подпорках. Члены общины начали проводить праздники и молебны за богатый урожай. Сформировался новый сельскохозяйственный ритуал и календарь.
Вместе с рисоводством в Японию с материка попала культура обработки металлов — меди, бронзы и железа. До I века до н. э. японцы импортировали готовые товары, но впоследствии наладили своё металлургическое производство. Среди основных бронзовых изделий были мечи, копья и гэ, а также зеркала и колокола дотаку. С распространением железных орудий во II веке н. э., бронзовое оружие превратилось в предметы культа.
Также в начале 1 тысячелетия до н. э. на Японском архипелаге начали изготавливать керамические изделия нового стиля, который походил на континентальный. Их особенностью был красноватый цвет, отсутствие узора и богатство видов посуды. Вероятно, реформа керамики была связана с распространением рисоводства. Такая посуда впервые была найдена в посёлке Яёй, по имени которого новая керамическая культура получила название «культуры Яёй». Время господства этой культуры на Японских островах с 1 тысячелетия до н. э. по III век н. э. называется периодом Яёй.
Благодаря рисоводству население Японии возросло. Это способствовало налаживанию отношений между общинами, однако нередко провоцировало конфликты, особенно за контроль над ресурсами — землёй и водой. Со II века до н. э. большинство поселений были уже окружены рвами и деревянным частоколом. Среди населения выделялись вожди, которые сосредоточили в своих руках религиозную и военную власть. Селения нередко объединялись в союзы — первые японские прото-государственные образования. Одним из самых укреплённых поселений-общин периода Яёй была стоянка Ёсиногари в префектуре Сага, которая свидетельствует о высоком уровне организации древних японцев.

### Формирование японского государства

#### Япония в китайских хрониках
Первые письменные упоминания о древней Японии содержатся в исторических хрониках I века н. э. китайской империи Хань. В них указывается, что древние японцы вадзин проживали на островах в Восточном море, имели 100 малых стран, к 108 году до н. э. около 30 из них наладили контакт с китайцами, и иногда присылали дань Китаю. В «Книге Поздней Хань» сохранилось сообщение о посольстве японского вана (между 26 и 56 годом н. э.) страны На, который в 57 году получил от китайского императора золотую печать.
В 107 году н. э. японцы привезли в Китай 160 подданных китайского императора, которые ранее были захвачены разбойниками и проданы в Японию.
Между 147 и 190 годами в Японии были внутренние смуты и кризис верховной власти.

##### Химико
В своде III века китайской империи Вэй, «Предание о людях ва», упоминается 30 японских стран, среди которых самым мощным является Яматай. Сообщается, что её правительница ван-женщина Химико держалась у власти, используя «чары для одурманивания населения». У неё было 1000 служанок, но немногие видели Химико, которая жила в строго охраняемом дворце. Один мужчина приносил ей еду и одежду и выслушивал приказы. Законы в государстве были строги. В 239 году правительница отправила в Вэй посольство с данью и получила от китайского императора в подарок титул «вана японцев, вторая Вэй» и 100 бронзовых зеркал. Из-за ряда неточностей в рассказе о Яматай историки и археологи до сих пор не могут согласовать местоположение этого государственного образования: одни утверждают, что оно находилось в регионе Кинки, а другие — на севере острова Кюсю.
Китайцы упоминали, что не все японцы были подданными Химико, например в 1000 ли «по морю» на восток от царства Химико находилось царство Цзюну (拘奴).

##### Управление
Имели (в V—VI веке) чиновников с рангами: ичжима (伊支馬), мимахачжи (彌馬獲支), нуванди (奴往鞮). Имеют дома, но нет городов со стенами. Дворец царя украшен золотом, серебром и жемчугом. Вокруг вырыт ров в 3,33 метра шириной, заполнен ртутью, во время дождя вода не попадает в ров, а стекает по ртути.

##### Обычаи
Нравом веселы. Не развратны. Мужчины и женщины ходят с непокрытой головой, собирая волосы наверху. Богатые и знатные вплетают в волосы вышитые полоски ткани, похожие на китайский убор хугунтоу (胡公頭 — давно не употребляемый) и это заменяет им шляпу. Едят из бамбуковой посуды. Имеют гробы, но не делают внешних саркофагов, насыпают курганы. Пристрастны к выпивке. Не знают, с какого месяца начинается год. Много долгожителей 80, 90 и даже 100 лет. Женщин много, мужчин мало. У богатых — четыре или пять жён, у бедных две-три. Жёны не изменяют и не ревнуют. Воровства не знают, тяжб мало. За небольшое преступление у преступника отбирают жену и детей, за тяжкое — истребляют весь род. Также могут за лёгкое наказать палками, а за тяжёлое отдать зверям на съедение. Если звери за ночь не тронут преступника, то его отпускают и прощают.

##### Хозяйство
Тёплый климат. Выращивают зерновые, рис, рами, коноплю, занимаются шелководством и изготовлением тканей из шёлка. Также выращивают: имбирь, корицу, мандарины, перец, периллу. Водится чёрный фазан. Добывают жемчуг и лазурит. Китайцы сравнивали дары, привозимые из Японии, с данью от племён Даньэр и Чжуя (южан). Вещи в изобилии и дёшевы, путешественники запасаются хлебом. На рынке можно купить жемчуг и драгоценные камни.

##### Животные
В Японии проживали чёрные фазаны. Был зверь, похожий на быка, называемый «шань-шу»(山鼠) и великий змей (大蛇), который его поедает. Кожа у этого змея тверда, её не разрубить. Сверху у него есть отверстие, которое он открывает и закрывает. Иногда он светится. Но если попасть в него из лука — то животное умрёт.
На юге от Японии также были населённые острова, но китайцы не имели о них достоверных сведений. Сообщали о стране малорослых (朱儒) людей в 3—4 чи в 4000 ли южнее Японии. Далее на юго-восток — земли нагих и чернозубых людей. Очень далеко на юго-западе живут островитяне с чёрным телом и белыми глазами, нагие и уродливые, мясо их приятно, путешественники иногда стреляют и едят их. Есть остров Дунти (東鯷), разделённый на 20 княжеств. Острова Ичжоу и Чаньчжоу заселены китайцами, потомками спутников алхимика Сюй Фу, которого Цинь Ши-хуанди отправил искать остров бессмертных Пэнлай. Изредка они приплывали для торговли в нынешнюю Цзянсу. Китайцы говорили, что до этих островов очень трудно доплыть, но иногда суда относит туда ветром.
В 7000 ли на северо-запад от Японии лежит земля татуированных людей. Там жители разрисовывают тело узорами как у зверей. Делают три полосы на голове, длинные линии в почёте, короткие не ценят. От этой земли на восток свыше 5000 ли царство Дахань (大漢). Там нет войн и оружия, обычаи как у татуированных людей, но язык различен.

##### Яматай
Появившись на международной арене, государство Яматай было вынуждено стать частью китаецентричной системы межгосударственных отношений в Восточной Азии. По этой системе, которая сформировалась во времена правления династии Хань, Китай начинал диалог с иностранными правителями лишь в случае признания ими верховенства китайского императора и уплаты ему дани. Со своей стороны китайский император предоставлял иностранному правителю политическую поддержку и разрешение торговать с Китаем.

##### Хозяйство и общество
Китайцы упоминали, что в I—II веке н. э. японцы (то есть, ва) выращивали рис, просо, коноплю. Производят холсты и шелка. Добывают жемчуг и ляпис-лазурь (или сапфиры, на китайском одинаково 青玉), в горах добывают киноварь.
Зимы тёплые, по мнению китайцев, пригодны для выращивания овощей. Из оружия японцы предпочитают копья, стрелы с костяными наконечниками, используют щиты.
У мужчин татуировки на теле и лице, по ним определяют социальный статус.
Обносят частоколом города и дома. В домах имеются отдельные комнаты для мужчин и женщин, старших и младших, и общая комната для всей семьи. Посуда есть, но нет столовых приборов. Довольно много употребляют алкоголя. Обувью не пользуются. В знак уважения садятся на корточки. Много долгожителей, некоторые живут свыше 100 лет. Женщин много, богачи берут по 4—5 жён, у многих по 2—3. Жёны воздержанного поведения и не ревнивы. Одежда мужчин делается из горизонтальных полос ткани. Женщины обматывают голову собственными волосами, киноварь используют как косметику. Воровство редко, поэтому мало судебных тяжб. Преступника продают в рабство вместе с семьёй, за значительные преступления уничтожают всю семью. Покойника не хоронят 10 дней, оплакивают его, постятся. Гадают, бросая кости в огонь. Перед плаваньем по морю один из команды корабля также постится, не моется, не расчёсывает голову, не общается с женщинами. Если плаванье оказывается неудачным, то этого человека казнят, потому что, якобы, он плохо соблюдал пост.

#### Ямато и период Кофун
В IV веке письменные уведомления о Японии исчезают. Китай погрузился в междоусобицы, повлёкшие ослабление его международного авторитета. Одновременно на Корейском полуострове возникли три государства — Когурё, Силла и Пэкче, которые начали борьбу за объединение Кореи. На этом фоне в Японии также усилились объединительные тенденции. Их выразителем стало государство Ямато, расположенное в одноимённом регионе современной префектуры Нара. Письменные свидетельства о начальной истории этого государства отсутствуют, однако археологи связывают его усиление с распространением культуры курганов-кофунов в центральной Японии.
Обычай хоронить состоятельных лиц в земляных курганах возник на Японском архипелаге в III веке и сохранялся до середины VI века. Этот временной промежуток называют периодом Кофун, а культуру этого периода — «культурой Кофун». Японские курганы имели различные формы, однако самая распространённая из них напоминала с воздуха замочную скважину. Наибольшее количество подобных могил находилось в Ямато и Кавати, на территории современных префектур Нара и Осака, что говорит о возможном союзе знати этих двух регионов. Самой южной точкой распространения культуры курганов считается префектура Кагосима, а самой северной — префектура Иватэ. Большинство историков и археологов ассоциируют распространение этой культуры с постепенным овладеванием государством Ямато землями Японского архипелага.
Предполагают, что Ямато была федерацией. Её возглавлял вождь окими, который сосредоточивал в своих руках всю религиозную и военную власть в государстве. Ему повиновалась региональная знать, которая объединялась в крупные роды удзи. Согласно статусу рода, вождь придавал его главам титулы кабанэ, которые определяли место рода в правительственной иерархии. Эта система государственной организации называлась родово-титулярной.

#### Внешняя политика Ямато
Ямато было активным членом восточноазиатского международного сообщества и часто вмешивалось в дела Корейского полуострова на стороне южнокорейского государства Пэкче. В IV веке Ямато помогало последнему сдерживать натиск северокорейского государства Когурё, за что получило южные земли Мимана́. Об этом упоминает текст стелы, которая была возведена в память о правителе Когурё по имени Квангэтхо. В V веке вожди Ямато пытались закрепить военные успехи на полуострове дипломатически, обращаясь за помощью к Китаю. Так, в документации южной китайской династии Сун упоминаются «пять японских ванов», которые в течение 413—478 лет присылали к китайскому императору 10 посольств и просили признать их правителями юга Кореи.
В правление Цзиньского Ань-ди (396—418) были установлены дипломатические отношения с Ямато. Лю Сун У-ди в 421 году издал указ, гласящий: японский Цзань (贊, Император Нинтоку) далёк, но верен, достоин, образован, можно дать ему титул.
В 425 году Цзань прислал к императору Лю Сун Вэнь-ди Сыма Цаода (司馬曹達) с докладом и дарами. Цзаню наследовал младший брат Чжэнь (珍, Император Хандзэй). Он прислал посольство и объявил, что является военным правителем (都督) шести царств: Японии, Пэкче, Силла, Кая, Чинхана, Махана, великим главнокомандующим умиротворителем востока (安東大將軍) и просил признать за ним такой титул. Китайцы признали его царём Японии и главнокомандующим умиротворителем востока, но признать его господство в Корейских царствах отказали. Ещё 13 знатным японцам дали титулы.
В 443 году царь Цзи (濟, Император Ингё) прислал посольство с дарами и просил подтвердить его титулы. В 451 китайцы признали за Цзи господство над Корейскими царствами, кроме Пэкче, ещё 23 японца получили титулы. Следующий правитель Син (Император Анко) возобновил посольства, он не был признан правителем Кореи. Царь У (Император Юряку) сам объявил себя правителем Японии и корейских царств.
Хотя Ямато принимало верховенство Китая, оно заручилось его военно-политической поддержкой для противостояния натиску Когурё.
При Лю Сун Шунь-ди, в 478 году Юряку написал китайскому императору: «С давних пор мои предки в броне и шлеме пересекали горы и реки не зная сна и отдыха. На востоке покорили 52 царства волосатых людей (毛人), на западе 66 царств восточных варваров (восточных относительно Китая), уничтожил 95 царств у северного моря.[…] Не упускал года без отправления дани. Мимо Пэкчэ веду корабли. Но Когурё беспощадно, желает всё поглотить. Чтобы продолжить дело покойного отца и старшего брата, завершить их подвиг, соберу войско, возьму титул Кайфу Итун Сансы (開府儀同三司, чиновник высшего ранга). Остальные титулы раздам другим для их поощрения». Впрочем вскоре Лю Сун была уничтожена.
Лян У-ди восстановил дипломатические контакты с Японией.
В VI веке Пэкче и Ямато совместно сопротивлялись агрессии другого корейского государства — Силла. Однако война с ней была безуспешной и закончилась аннексией Миманы силланцами в 562 году.
Благодаря тому, что двор Ямато проводил активную внешнюю политику, в Японию было импортировано немало достижений материковой цивилизации. Китайские и корейские эмигранты селились на Японских островах и распространяли новые знания — способы изготовления прочной керамики, ювелирную обработку металлов, инженерное дело, медицину и иероглифическую письменность.
В VI веке, при содействии вана (правителя) Пэкче, двору Ямато были переданы буддистские образы и сутры. Так в Японию попал буддизм. Однако вокруг новой веры возникли споры знати, которые переросли в религиозную войну. Мощный род Сога требовал принятия государством буддизма по образцу соседних государств, а старинный род Мононобэ защищал традиционные верования. Заручившись поддержкой эмигрантских родов, Сога разбили Мононобэ в 587 году и установили свою диктатуру в стране.

### Становление «правового государства»

#### Принц Сётоку и период Асука
В конце VI века японское правительство возглавил член императорской семьи Японии, принц Умаядо, более известный как легендарный принц Сётоку. В 593 году он был назначен регентом императрицы Суйко. С начала правления принца отсчитывают период Асука (538—710), названный в честь политического и культурного центра страны в районе села Асука современной префектуры Нара.
Принц Сётоку взял курс на превращение аристократической федерации Ямато в централизованное государство континентального образца. В 600 году он отправил китайской династии Суй первое посольство, стремясь перенять опыт государственного строительства. Тремя годами позже принц учредил в Японии систему 12 рангов, с помощью которой пытался создать чиновничью бюрократию континентального типа, связанную напрямую с престолом. Следующим шагом Сётоку было издание в 604 году «Конституции 17 статей», морально-этического кодекса чиновников, в котором идеалом страны провозглашалась централизованная монархия.
Принц также стремился укрепить международный статус Японии путём достижения равноправных отношений с Китаем. В 607 году он отправил второе посольство к династии Суй. Посол Оно-но Имоко привёз китайскому императору письмо, начинавшееся с фразы «Сын Неба [страны], где солнце всходит, пишет Сыну Неба [страны], где солнце заходит. Как ваши дела?..». В документе оба монарха определялись как равные, что сильно разозлило китайскую сторону. Последняя традиционно выстраивала отношения с другими странами на основе превосходства Китая и считала использование японским правителем китайского титула «Сын Неба» возмутительным. Только потребность иметь союзников в войне с корейским государством Когурё заставило китайцев принять японскую делегацию. В 608 году Сётоку отправил очередную делегацию в Суй, но несмотря на прошлогодний инцидент, использовал для имени своего правителя новый нейтральный титул «Небесный монарх». В китайской столице его восприняли с удовольствием, как признание японцами своей вины и китайского верховенства, однако японская сторона расценила реакцию китайцев как признание равноправия между обладателями их стран. Впоследствии этот титул превратился в часть имени японских монархов, которая переводится сегодня как «Император Японии».
Во времена правления принца Сётоку статус государственной религии приобрёл буддизм. В 593 году был построен большой монастырь Ситэнно-дзи, а в 607 году — монастырь Хорю-дзи. Вместе с тем, принц заботился о традиционных верованиях и проводил политику сосуществования религий.

#### Реформы Тайка
В 618 году ослабленную Суй сменила новая китайская династия Тан, которая в середине VII века вторглась на Корейский полуостров. Это послужило сигналом Японии укрепить свой государственный аппарат и армию. Однако проведению реформ мешал аристократический род Сога, который после смерти принца Сётоку установил в стране диктатуру. Сога-но Эмиси, сын первого диктатора, был презираем Императором и знатью, а его первенец, Сога-но Ирука, уничтожил преемника покойного принца. В результате в Японии сформировалась тайная оппозиция, которая стремилась свергнуть диктатуру и воплотить в жизнь идеал централизованной монархии. Её возглавили наследник престола принц Нака-но Оэ и его подопечный Накатоми-но Каматари. 10 июля 645 года в Императорском дворце на приёме корейских послов они зарубили диктатора-сына Ируку и заставили диктатора-отца совершить самоубийство.
В связи с этими событиями на трон взошёл император Котоку, который стал символом новой эпохи. 17 июля 645 года, по китайской традиции, он впервые утвердил японский девиз правления «Тайка» (Великие преобразования), а 22 января 646 года объявил указ о реформе, давшей начало так называемым «Реформам Тайка». Целью нового курса было создание централизованной монархии континентального типа во главе с императором. Одним из первых шагов на пути реализации этой цели стало огосударствление всей земли и населения страны.
Между тем на Корейском полуострове произошли значительные изменения. В 660 году корейское государство Силла в коалиции с китайской династией Тан уничтожили Пэкче, государство-союзника Японии. Попытка Пэкче освободить страну с помощью японских войск в 663 году провалилась. В 668 году, ликвидировав северное Когурё, Силла окончательно объединила Корейский полуостров. Беженцы из бывших корейских государств были приняты японским двором, который расселил их в центральных и восточных регионах страны. События в Корее ошеломили японского императора Тэндзи, который, опасаясь китайско-корейского вторжения, ввёл всеобщую воинскую повинность на основе системы «подворных реестров», укрепил западные области замками, а на Кюсю разместил постоянных часовых и построил крепость вблизи администрации в Дадзайфу. Столица страны была перенесена в защищённый город Оцу.
В 672 году после смерти императора Тэндзи между его сыновьями вспыхнула борьба за престол. В ней победил принц Оама, принявший имя Тэмму. Конфликт повлёк распри между родовой знатью и уменьшил её влияние на столичное правительство. Пользуясь этим, император начал ускоренные реформы, направленные на централизацию управления. Впервые на китайский манер было упорядочено законодательство, составлены официальные хроники и разработана сложная система рангов и должностей для чиновников. Реформаторский курс продолжила жена правителя, которая после его смерти взошла на трон под именем императрицы Дзито. Она перенесла двор в новую столицу Фудзивара — первый город, построенный по китайским канонам. Название страны Япония («Ниппон»), предположительно, было использовано именно во времена императора Тэмму и его жены.

#### Период Нара и «правовое государство»
В 701 году был составлен первый монументальный японский Кодекс законов Тайхо. Государственная система управления, которая базировалась на нём, называлась «правовым государством». Хотя эти законы были написаны по китайскому образцу, они имели немало японских оригинальных положений. Вместе с реформой законодательства японцы переняли китайскую монетарную систему и в 708 году начали выпускать собственную валюту.
В 710 году новой столицей Японии стал город Хэйдзё, в районе современной Нары. 80-летнюю эпоху, в течение которого он выполнял функцию политического центра страны, называют периодом Нара (710—794). Образцом для строительства этого города была китайская столица Чанъань. Правительству Хэйдзё подчинялись 66 провинций, которые делились на уезды и сёла. Каждая из них имела свою администрацию, возглавляемую губернатором кокуси, которого назначали из центра. Он полагался на местных уездных чиновников и сельских голов. Провинции соединялись со столицей 7-ю путями, на которых были сооружены станции. Островом Кюсю руководило отдельное региональное правительство Дадзайфу, которое также отвечало за приём послов и морскую оборону, а север страны защищали замки Тага и Акита.
Вся земля и проживающее на ней население провозглашались государственной собственностью. Согласно «Закону о выдаче земельных наделов» мужчины и женщины старше 6 лет получали от государства земельные наделы на одно поколение, за которые должны были платить правительству налоги урожаем, местными товарами и тканью, а также выполнять двухмесячные трудовые повинности раз в год. Кроме этого, взрослые мужчины были обязаны проходить воинскую службу. Население делилось на свободный «добрый люд» (рёмин) и зависимый «подлый люд» (сэммин). В последний входила малочисленная группа рабов. Столичное население составляло 100 тысяч человек, из которых 10 тысяч были чиновниками. Те из них, которые занимали высокие ранги и были придворными императора, назывались аристократами кугэ.
Вместе с упорядочением политико-экономической системы страны велась работа по созданию официальной истории Японии. В 712 году были составлены «Кодзики» («Записи дел древности»), а в 720 году — «Нихон сёки» («Анналы Японии»). Главной целью этих произведений было доказательство древнего происхождения японской монархии; это дало бы ей право претендовать на равные отношения с Китаем. Кроме этого, в провинциях были упорядочены сборники преданий и легенд «Фудоки» («Записи краевых обычаев»).
Успешные реформы способствовали росту населения, что, однако, привело к истощению государственного земельного фонда и уменьшению площади наделов. Для решения проблемы Император Сёму издал в 743 году «Закон о вечной приватизации целины», который поощрял подданных к освоению целинных земель и разрешал существование частной собственности при условии уплаты налогов правительству. Хотя этот закон положительно сказался на развитии экономики, он подрывал основы самого «правового государства», которое базировалось на примате государственной собственности. Благодаря ему начался процесс формирования частного землевладения состоятельных аристократов и буддистских монастырей, правительственный контроль над которыми постепенно ослабевал.

#### Культура Асука и Тэмпё
Период в развитии культуры Японии VII века называется культурой Асука, по названию административно-политического центра страны того времени. Характерными чертами этой культуры было заимствование художественных традиций Кореи и Китая, буддизма и конфуцианства. К ценным памятникам эпохи Асука принадлежат Золотой зал и пятиярусная пагода монастыря Хорю-дзи, которые являются древнейшими деревянными сооружениями мира, а также многочисленные монастырские сокровища: триптих с буддой Шакьямуни мастера Курацукури-но Тори и другие.
Японскую культуру VIII века принято называть культурой Тэмпё, по названию девиза правления императора Сёму. Благодаря активизации контактов с Китаем в Японию через Великий шёлковый путь поступали произведения искусства из Центральной и Западной Азии, которые оказывали значительное влияние на местных художников. Большинство редких заморских шедевров того времени были собраны в Императорских кладовых. В столице и провинциях построили 66 буддистских монастырей Кокубун-дзи, которые дали толчок развитию искусств и образования, а также способствовали огосударствлению буддизма. Памятниками архитектуры того времени являются зал «Цветы Закона» монастыря Тодай-дзи и центральные здания монастыря Тосёдай-дзи. Буддистская скульптура VIII века приобрела более реалистические черты. Она представлена фигурой Асуры из монастыря Кофуку-дзи и серией статуй из Тодай-дзи: бодхисаттвами солнечного и лунного света Никко и Гакко, грозными четырьмя небесными королями (Ситэнно) и Великим буддой Вайрочаной. Также бурно развивалась литература: была составлена первая антология японских стихов вака, «Манъёсю» («Собрание мириад листьев»), которая содержала около 4500 произведений за последние 130 лет. Известными поэтами того времени были Какиномото-но Хитомаро, Яманоуэ-но Окура, Отомо-но Якамоти и другие.

### Развитие «правового государства»

#### Период Хэйан и правление Фудзивара
В VIII веке борьба за контроль над центральным правительством между аристократией и буддистскими монахами обострилась. Роль монаршего дома постепенно приходила в упадок. В связи с этим, стремясь избавиться от влияния буддистов столичного района Нара, император Камму в 794 году перенёс столицу страны в город Хэйан — «столицу мира и спокойствия», которая со временем стала называться Киото. Период с начала основания этого города и до образования первого сёгуната именуют периодом Хэйан (794—1185).
В новой столице император начал реформы, направленные на обновление «правового государства» и подавление аристократического произвола в регионах. Был установлен жестокий надзор центра за соблюдением «Закона о выдаче земельных наделов» в провинциях. Крестьяне были освобождены от военной службы, а вместо них защиту провинциальной администрации должна была выполнять местная знать, которая формировала отряды так называемых кондэй. Кроме того, была санкционирована серия военных походов против автохтонов юга Кюсю и севера Хонсю, с целью расширить границы японского государства.
После переноса столицы и налаживания исполнительной вертикали власть императора окрепла, и потребность в его непосредственном вмешательстве во все дела отпала. Однако одновременно возросла роль императорских советников, должности которых узурпировали представители рода Фудзивара. Они отстранили от большой политики прочие аристократические роды и стали поставщиками главных жён Императору, превратившись таким образом в родственников японских монархов. Главы рода Фудзивара выполняли функции сэссё — регентов малолетнего императора, и кампаку — советников взрослого императора. Фактически они переняли всю полноту власти в стране и начали правление регентов и советников в лице монарха. Апогеем Фудзивара считается XI век, эпоха председательства Фудзивары-но Ёримити, сына Фудзивары но Митинага, при которой этот род владел огромным количеством частных имений (сёэн) и занимал все ведущие посты в правительстве.
С началом X века начала проявляться нехватка земель государственного фонда, из-за чего исполнение «Закона о выдаче земельных наделов» затормозилось. Императорский двор изменил курс и перевёл сбор налогов на плечи провинциалов кокуси. Последние получили источник обогащения и назначили своих управляющих в регионах. Вместе с тем, зажиточные крестьяне стали покидать государственные наделы и поднимать целинные земли, чтобы превратить их в частные имения. Государство брало высокий налог с таких имений, поэтому их владельцы дарили свою собственность влиятельным аристократам и монастырям, чтобы платить меньше. В обмен за это новые хозяева назначали дарителей управителями в своих владениях. Таким образом формировался слой новой региональной знати из крестьян.

#### Появление самураев и института инсэй
В период Хэйан, из-за отсутствия внутренней или внешней угрозы для центрального правительства, Япония не имела регулярной армии. В целом уровень безопасности в стране, особенно в отдалённых регионах, был невысок. В целях защиты своих земель от грабителей местная знать начала формировать вооружённые отряды из «служилых людей» — самураев. Лидерами таких отрядов становились преимущественно столичные аристократы, которые находились с подчинёнными воинами в отношениях господина и слуги. Самыми известными среди отрядов были выходцы из родов Тайра и Минамото.
В середине XI века на трон взошёл император Го-Сандзё, который не был родственником аристократов Фудзивара и поэтому повёл курс на восстановление абсолютной власти монарха. Его реформы были поддержаны следующим императором Сиракава. Он ограничил влияние регентов и советников Фудзивара на монарха тем, что в 1086 году досрочно ушёл в отставку, передав трон своему сыну, а сам стал его опекуном и советником. Таким образом было положено начало так называемому «правлению экс-императоров», институту инсэй, который был призван оберегать династию от чрезмерного вмешательства аристократов. Благодаря успешной реализации такого правления, род Фудзивара, который на протяжении 200 лет использовал родственные связи с императорским домом для узурпации власти, утратил свои позиции в правительстве.
Наряду с аристократами на воинские должности императорского двора стали принимать знатных самураев. Постепенно их стали признавать как отдельное сословие. К середине X века региональные самураи имели такую силу, что поднимали восстания против центрального правительства — в регионе Канто во главе с Тайра-но Масакадо и вблизи Внутреннего Японского моря под руководством Фудзивара-но Сумитомо. Поскольку государство не имело регулярной армии, оно подавило выступления силами других самураев, тем самым способствуя росту их авторитета. Во второй половине XI века на северо-востоке страны дважды вспыхивали бунты (смута Хогэн и смута Хэйдзи), которые были разбиты силами самураев из Канто. Их командир Минамото-но Ёсииэ снискал себе славу самого успешного полководца во всей Восточной Японии.

#### Культура периода Хэйан
К началу IX века много молодых монахов были недовольны огосударствлением и политизацией буддизма. В поисках истинного учения двое монахов — Сайтё и Кукай — отправились в китайскую империю Тан и прошли там обучение. После возвращения первый построил храм Энряку-дзи на горе Хиэй, ставший оплотом секты Тэндай, а второй основал храм Конгобу-дзи на горах Коя-сан, ставший центром секты сингон. Принесённый этими монахами новый эзотерический буддизм призывал к спасению через уединение в горах, изучение канона и молитвы для прозрения мира.
В 894 году из-за ослабления связей с Тан и позицией императорского советника Сугавара но Митидзанэ, Япония прекратила высылать посольства в Китай. Это прервало традицию импорта континентальных нововведений и стимулировало японцев разрабатывать свои собственные культурные формы. Появилась новая оригинальная аристократическая культура Кокуфу, которая расцвела во времена правления рода Фудзивара. Появился новый светский архитектурный стиль дворцов-усадеб с галереями и садами. Одежда знати и горожан приобрела оригинальные японские формы. В изобразительном искусстве возник новый жанр «японских картин» ямато-э, основными темами которого стали повседневная жизнь вельмож и местные пейзажи. Одновременно получила распространение японская азбука кана, на которой в первый раз начали составлять литературные произведения. Среди них особо выделяют «Повесть о старике Такэтори», «Записки у изголовья» Сэй-Сёнагон, «Повесть о Гэндзи» Мурасаки Сикибу, «Собрание старых и новых песен Японии» и «Дневник путешествия из Тоса в столицу» Ки-но Цураюки. Большинство книг сопровождались рисунками и были особенно популярны в среде аристократов.
Частые природные катаклизмы, эпидемии и нестабильность в японском обществе середины X века породили в нём эсхатологические представления. На этой волне в стране распространилось новое буддистское учение Чистой Земли, по которому любой, кто молился будде Амида, мог после смерти попасть в рай — «Обитель блаженства». Распространяли это учение монахи Куя и Гэнсин. Вельможи, надеясь на счастливую загробную жизнь, принялись возводить по всей стране храмы и павильоны, посвящённые Амиде. Одними из выдающихся образцов подобной архитектуры были «Зал фениксов» монастыря Бёдо-ин вблизи столицы и мавзолей монастыря Тюсондзи на северо-востоке Японии. В это же время, оформились идейные положения синкретизма буддизма и японского синто.

## Средневековая Япония
Японскими Средними веками считается период с конца XII до конца XVI века. В эту эпоху наибольшую власть и богатство приобрело сословие воинов, которое смогло получить высокую степень независимости от двора .

### Начало самурайского правления

#### Диктатура Тайра
В 1156 году между императором Го-Сиракава и экс-императором Сутоку возникло острое противостояние, что разделило род Фудзивара на два враждующих лагеря. Разгорелся вооружённый конфликт, ареной которого стала столица. В обоих лагерях все большую политическую силу начали приобретать профессиональные военные — самураи. По свидетельству монаха Дзиэна, очевидца событий и автора хроники «Записки дурака», в стране наступила «эпоха воинов».
В 1159 году вспыхнула новая война за лидерство в столице между самурайскими родами Тайра и Минамото, в которой Тайра-но Киёмори разбил силы Минамото-но Ёситомо. Укрепив союз с Императорским двором, Киёмори стал первым самураем, занявшим высшую правительственную должность Министра высшей политики. Он вытеснил аристократов из окружения императора, заставив того жениться на своей дочери. Благодаря этому члены рода Тайра заняли высшие посты при дворе и получили много новых поместий. Они также сосредоточили в своих руках огромные богатства благодаря торговле с китайской империей Сун во Внутреннем Японском море. Тайра процветали и презирали других настолько, что возникло даже выражение: «Кто не из рода Тайра, тот — не человек».
В конце концов против Тайра сформировалась мощная оппозиция. После того как Киёмори силой заставил посадить на Императорский трон своего годовалого внука, дядя малолетнего мальчика, принц Мотихито, призвал всех самураев Японии свергнуть диктатуру ненавистного родственника. Среди оппозиционеров наиболее влиятельным был Минамото-но Ёритомо, который после войны 1159 года был сослан родом Тайра в провинцию Идзу региона Канто. Заложив в городе Камакура свою ставку и подчинив себе самураев региона, он отправил против врага армию во главе со своим младшим братом Ёсицунэ. Началась новая война Минамото и Тайра, которая закончилась уничтожением рода диктаторов в 1185 году в битве при Данноура.

#### Сёгунат и период Камакура
После ликвидации Тайра Минамото-но Ёритомо получил от императорского двора право назначать во все провинции страны своих военных губернаторов сюго и земельных голов дзито, которые выполняли функции надзирателей над частными и государственными землями. Истребив могучий род Фудзивара и покорив регион Тохоку, он стал полноправным лидером самураев Японии. В 1192 году Ёритомо был назначен на должность «Великого сёгуна — покорителя варваров» и основал первое самурайское правительство, сёгунат Камакура. Таким образом, в стране начало действовать две системы власти — монарше-аристократическая в Киото и военная в Камакуре. Последняя базировалась на отношениях господина-слуги между сёгуном и самурайскими землевладельцами гокэнин. Сёгун гарантировал землевладельцам неприкосновенность старых земель и предоставлял новые за преданную службу; в ответ те присягали на верность ему и служили в правительстве и армии. Время функционирования этого сёгуната называется периодом Камакура (1185—1333).
После смерти Ёритомо его вассалы из рода Ходзё уничтожили ряд влиятельных самурайских властителей и захватили реальную власть в правительстве. Они убили третьего сёгуна из рода Минамото и превратили эту должность в номинальную. Приглашая на пост главы Камакурского правительства аристократов и представителей Императорской семьи, Ходзё руководили от их имени как советники сиккэн. В 1221 году экс-император Го-Тоба, планируя возродить централизованное государство и ликвидировать двоевластие, поднял в Киото восстание против сёгуната. Однако это выступление закончилось поражением, в результате которого самурайское правительство подчинило себе столицу, двор и западные регионы страны. Чтобы закрепить успех, в 1232 году Ходзё Ясутоки установил первый самурайский свод законов, «Список наказаний», который стал образцом для подражания для законодателей последующих эпох.
В середине XIII века в Азии возникла могущественная Монгольская империя, посольства которой неоднократно прибывали в Японию с требованием признать верховенство Великого хана. Императорский двор и сёгунат были единодушны относительно сохранения независимости страны, поэтому всех послов казнили. В ответ, в 1274 и 1281 годах монголы дважды вторгались на Японский архипелаг, но были разгромлены самурайскими войсками и тайфунами камикадзе, которые уничтожили флот нападавших. Несмотря на победу, сёгунат не раздал наград подчинённым, чем поколебал доверие к себе. Монгольское вторжение в Японию, описанное Марко Поло в тот период, одно из первых упоминаний Японии в Европейской литературе.
В конце XIII века из-за раздробления, выдачи под залог и продажи своих земельных участков, многие из самураев потеряли средства к существованию. Для их спасения сёгунат издал в 1297 году «Декрет благодатного правления», которым отменял долги и заставлял ростовщиков вернуть должникам всё имущество без возмещения. Однако такой шаг не решил проблему малоземелья военной элиты, а лишь усугубил её, ибо отныне самураям никто не давал в долг. Поэтому авторитет Камакурского правительства окончательно обветшал.

#### Культура периода Камакура
В XII веке буддизм вышел за пределы аристократического мира и распространился в среде самураев и простолюдинов. Последователь Учения Чистой Земли, монах Хонэн, основал секту Дзёдо-сю и проповедовал рай в будущей жизни при условии поклонения будде Амида. Его ученик, монах Синран, акцентировал внимание на спасении грешников и основал секту Дзёдо-синсю. В противовес им, монах Нитирэн открыл собственную секту Нитирэн-сю и настаивал на прославлении «Сутры Лотоса». В это же время из Китая в Японию был перенесён дзэн-буддизм, который оформился в сектах Риндзай монаха Эйсая и Сото-сю Догэна, и стал особенно популярным среди самураев.
В период Камакура, благодаря деятельности музыкантов бива-хоси, особую популярность среди населения приобрело эпическое произведение «Повесть о доме Тайра», в котором воспевались взлёт и падение прежних диктаторов Японии. Среди аристократов любимым занятием оставалась поэзия, лучшие образцы которой вошли в «Новый сборник старых и новых японских песен». Буддистскими идеями суетности и непостоянства были проникнуты повести «Записки из кельи» Камо-но Тёмэя и «Записки от скуки» Ёсида Кэнко.
Скульптура этого времени стала более реалистичной и экспрессивной. Шедеврами того времени считаются работы мастера Ункэя — статуи Асанги и Васубандху. С фотографической точностью были выполнены фигуры отшельника Васу и монахини Мавара, хранящиеся в Сандзюсангэн-до в Киото. В изобразительном искусстве большую популярность приобрёл жанр иллюстрированных книг эмакимоно, основными темами которых стали описания битв, истории монастырей и жизнеописания.

### Развитие правления самураев

#### Реставрация Кэмму и война двух династий
В XIV веке, с упадком сёгуната, род Ходзё взял курс на централизацию управления, что вызвало недовольство самурайства в регионах. Этим воспользовался император Го-Дайго, сторонник сильного монархического государства, который поднял восстание против камакурского правительства, но потерпел поражение и был сослан на острова Оки. Его сын принц Мориёси продолжил борьбу и при поддержке провинциальных самураев во главе с Кусуноки Масасигэ длительное время противостоял армиям Ходзё. Когда в 1333 году Император Го-Дайго сбежал из ссылки, на его сторону перешла региональная знать. Один из её лидеров, Асикага Такаудзи, ликвидировал органы власти сёгуната в Киото, а другой, Нитта Ёсисада, атаковал Камакуру и уничтожил сам сёгунат вместе с родом Ходзё.
После возвращения императора Го-Дайго в столицу была начата так называемая реставрация Кэмму, в ходе которой планировалось возродить древние монархические порядки и сформировать новое правительство из придворных аристократов и военной знати. Однако на практике императорские реформы улучшали жизнь только придворных и оставляли нерешёнными проблемы самурайства. Из-за этого бывший соратник императора, Асикага Такаудзи, возглавил недовольных самураев и восстал против правительства «реставраторов». В 1336 году он захватил Киото, посадил в нём нового императора и издал «Список Кэмму», в котором провозгласил основание собственного сёгуната в столице. Между тем, предыдущий император Го-Дайго сбежал на юг, в район Ёсино, где провозгласил повстанцев «врагами трона» и создал своё отдельное императорское правительство. Таким образом, оформился раскол императорского двора, и в стране началась гражданская война, период двух династий: северной в Киото и южной в Ёсино.

#### Второй сёгунат и период Муромати
В 1338 году Асикага Такаудзи был назначен северной династией на должность сёгуна. Появилось второе самурайское правительство, получившее название сёгунат Муромати, по имени одноимённого района столицы, где находилась резиденция сёгуна. Время существования этого правительства называется периодом Муромати (1338—1573). В отличие от предыдущих режимов новый сёгунат повёл курс на децентрализацию. Он предоставил военным губернаторам сюго в провинциях право присваивать половину налогов из региона, заставив их собственноручно поддерживать местных малоземельных самураев. Эти начальные реформы способствовали привлечению японской знати на сторону правительства в войне двух династий, но превратили военных губернаторов в мощных провинциальных властителей, которые часто пренебрегали приказами центра.
В 1392 году при правлении 3-го сёгуна Асикага Ёсимицу произошло объединение двух ветвей императорского дома в одну, что ознаменовало конец войны. С помощью сёгунских советников канрэев удалось поставить под жесточайший контроль военных губернаторов. Сёгунат взял на себя ряд политических функций императорского двора и стал единственным общеяпонским правительством. Для эффективного управления восточными землями Ёсимицу выделил камакурскую администрацию, а для активизации экономики страны начал торговлю с китайской династией Мин и корейской династией Чосон. Он также вёл борьбу с контрабандистами и японскими пиратами.
После смерти Ёсимицу сёгунат начал постепенно терять контроль над регионами. Реальную власть в стране захватили сёгунские советники и военные губернаторы из провинций. В 1467 году из-за противостояния советников Хосокавы и Яманы о назначении следующего правителя сёгуната вспыхнула война, получившая название смуты Онин. Она дала начало длительным междоусобицам самурайства в столице и регионах, так называемому периоду Сэнгоку, «Эпохе воюющих провинций» (1467—1615). Сёгун окончательно утратил свою роль всеяпонского лидера и гаранта стабильности. Для Японии нормой стали социальные катаклизмы: мятежи и восстания низов против верхов. Так, в 1486 году в провинции Ямасиро местные самураи выгнали всех чиновников и 8 лет самостоятельно управляли регионом, а в 1488 году последователи секты дзёдо-синсю захватили власть в провинции Кага и удерживали её около века.
С начала XVI века новыми лидерами в регионах постепенно стали главы местных самурайских родов, которые сбросили своих вчерашних хозяев — военных губернаторов. Эти главы, которые назывались даймё, порвали с центральной властью и начали формирование собственных родовых «государств». Они конфисковывали частные и государственные земли в свою пользу, переставали перечислять налоги в столицу и организовывали крупные родовые армии из местной знати. Резиденции землевладельцев находились в горных замках, у подножия которых закладывались призамковые торгово-ремесленные поселения. В ряде таких родовых «государств» были установлены оригинальные удельные законы, которые выполняли функции земельного и уголовного кодексов.
В то время как центральную Японию охватили междоусобицы, на юге острова Рюкю объединились под руководством династии Сё, основавшая королевство Рюкю. Это государство заключило договоры с Японией и китайской Мин, и играла важную роль посредника в азиатской торговле XV — первой половины XVI века.

#### Социально-экономическое развитие
В период Муромати происходит ряд качественных изменений в социально-экономической жизни Японии. В сельском хозяйстве стали использовать производительные инновации — водяные колёса, тягловую силу животных и природные удобрения, что позволило собирать урожаи злаков дважды в год. Наряду с этим получило распространение прикладное садоводство для изготовления шёлка, красителей, лака, масла. В XVI веке началось разведение хлопка, который был завезён из Кореи. В ремёслах появилась региональная специализация, а в металлургии произошло разделение на кузнечное и литейное. Ремесленники, которые работали под патронатом светских или духовных вельмож, объединялись в корпорации дза, и, платя дань патрону, получали монопольные права на производство и продажу своей продукции. Благодаря развитию сельского хозяйства и ремесёл активизировалась торговля. На главных путях и перед воротами храмов и святилищ начали устраивать периодические ярмарки. С подъёмом производства возникли посреднические общества морских и сухопутных перевозчиков. Ростовщические функции стали исполнять досо и сакая.
С развитием производства и транспорта стали возникать городки торговцев и ремесленников, преимущественно в местах проведения ярмарок. Наиболее состоятельные центры, такие как Сакаи и Хаката, пользовались автономией, имели коллегиальные органы управления и армию. В Киото появились квартальные объединения мещан для защиты города от частых самурайских погромов. Движение самоуправления достигло и сёл, где появились сельские общины со во главе с местными самураями и зажиточными крестьянами. Они часто поднимали восстания для защиты своих прав от произвола центральной власти и местных властителей.

#### Культура периода Муромати
Столичный сёгунат способствовал симбиозу культур аристократии и самурайства, что дало рождение новой японской культуре. Её особенностями были мощное влияние дзэн-буддизма и китайских эстетических ценностей.
Культуру начала XV века называют культурой Китаяма, по названию одноимённой горы, на которой сёгун Ёсимицу возвёл свою резиденцию, так называемый Золотой павильон. Этой культуре были присущи величие и великолепие в архитектуре и искусстве. Одной из её главных вех было появление театра но. Через полвека, во времена управления Асикаги Ёсимасы, оформилась новая культура Хигасияма, названная в честь местности, где был возведён Серебряный павильон. Эта культура базировалась на идеях изысканности и простоты, так называемых принципах ваби и саби. В это же время стал популярным «кабинетный стиль» интерьера, появились японские каменные сады, татами, японская чайная церемония и искусство аранжировки цветов икебана. В изобразительном искусстве приобрели популярность монохромные картины суми-э, лучшие из которых принадлежат художнику Сэссю. Одновременно возникла художественная школа Кано, которая творила в разноцветном стиле ямато-э.
Постепенно элементы элитарной культуры начали проникать в культуру народную. Из-за опустошения столицы войнами много аристократов и монахов покидали её, неся киотоские обычаи и знания в регионы. При провинциальных храмах стали открываться школы для детей знати и крестьянства. В литературе появился новый вид коллаборативной поэзии рэнга и жанр иллюстрированных рассказов отогидзоси. Японские кулинары впервые начали широко использовать соевый соус и приправу мисо. В городках и сёлах традиционным стало торжественное проведение праздников мацури и танцев, например, на праздник Обон.

## Япония раннего нового времени

### Путь к объединению

#### Прибытие европейцев
В XV веке в Западной Европе началась эпоха великих географических открытий. Через сто лет её жители — купцы, миссионеры и военные — стали проникать в Восточную Азию. В 1543 году первые европейцы добрались до японского острова Танэгасима. Они передали островитянам огнестрельное оружие, производство которого было вскоре налажено по всей Японии. В 1549 году в город Кагосима прибыл иезуит Франциск Ксаверий, который впервые познакомил японцев с христианством. В течение века Японию посещали португальские и испанские купцы, которые выполняли роль посредников в восточноазиатской торговле, обменивая китайские и европейские товары на японское серебро. Поскольку европейцы прибывали из южных колоний, японцы называли их «южными варварами».
Самурайские землевладельцы Западной Японии были заинтересованы в торговле с иностранцами, а потому с радостью принимали миссионеров и купцов, иногда даже принимали христианство. Так, первый землевладелец-христианин с острова Кюсю, Омура Сумитада, жаловал Обществу Иисуса город Нагасаки, который впоследствии стал японским «окном в Европу». При содействии местных властителей иезуиты открыли церкви в Ямагути, Киото, Сакаи и других японских городах. На конец XVI века в стране насчитывалось около 300 тысяч христиан. Самые влиятельные из них отправились в 1582 году в первое японское посольство к Папе Римскому, которое было с большими почестями принято в Европе.

#### Объединение Японии
В первой половине XVI века на Японском архипелаге не утихали междоусобицы самурайских родов. Когда раздробленность страны стала нормой общественно-политической жизни, появились силы, которые попытались восстановить былое единство. Их возглавил Ода Нобунага, владелец небольшой, но зажиточной провинции Овари. Используя сёгуна, он захватил в 1568 году столицу Киото и за три года ликвидировал бессильный сёгунат Муромати. Благодаря протекции христианства и массовому использованию огнестрельного оружия, Нобунага за 10 лет сумел покорить столичный регион Кинки и всю Центральную Японию. Он постепенно реализовывал план объединения «Поднебесной»: беспощадно подавлял светские и буддийские децентрализующие силы, способствовал восстановлению авторитета императорского дома и поднимал разрушенную войнами экономику.
В 1582 году Нобунага пал от руки своего полководца Акэти Мицухидэ, так и не сумев воплотить свои замыслы. Однако объединительный курс продолжил один из его талантливых подчинённых — Тоётоми Хидэёси. Он победил оппозицию старейшин покойного сюзерена и ликвидировал независимые родовые государства провинциальных властителей. В 1590 году Япония окончательно была объединена силами Хидэёси, который стал единолично управлять страной. По его указаниям был составлен Всеяпонский земельный кадастр, который ликвидировал систему частных имений и определял уровень производительности земель. Земля передавалась крестьянам, которые должны были платить правительству дань в соответствии с этим уровнем. Хидэёси также провёл социальную реформу, разделив население на военных администраторов и гражданских подданных путём конфискации оружия у последних. На склоне жизни Хидэёси начал гонения на христиан и войну с Кореей, которые стоили власти его потомкам.

#### Культура Момояма
Японскую культуру второй половины XVI — начала XVII веков принято называть культурой Момояма, по названию одной из резиденций Тоётоми Хидэёси. Эта культура базировалась на идеях величия, богатства и власти. Наиболее характерными образцами их воплощения стали японские замки с величественными главными башнями в Адзути, Осаке, Момояме, Химэдзи и других городах. Внешне эти сооружения украшались позолотой, а внутри — картинами тогдашних первоклассных художников Кано Эйтоку, Кано Санраку, Хасэгава Тохаку и других. Замки превратились в театральные сцены для спектаклей Но, куда приглашались известные актёры трупп Кандзэ и Компару, и комнаты для чайных церемоний, которые посещали мастера, такие как Сэн-но Рикю.
Среди простых людей, особенно в крупных городах, распространились гедонистические настроения и мода на всё яркое и новое. Именно в народной среде зародился «чудаковатый» танец кабуки, который впоследствии развился в отдельный вид театрального искусства. Вместе появился новый жанр рифмованной прозы дзёрури, который исполнялся под игру недавно пришедшего с Кюсю музыкального инструмента сямисэн.
Одной из главных черт культуры Момояма была её открытость к европейским воздействиям. Благодаря иезуитам в Японию попали новые знания в области астрономии, медицины, книгопечатания, морской навигации и живописи. Японцы настолько увлекались иностранным, что часто стали носить европейскую одежду и даже делали «южных варваров» темами своих картин и рассказов. Японский язык также обогатился рядом португальских и испанских слов.

### «Мирное государство» периода Эдо

#### Третий сёгунат и политика «изоляции»
После смерти Тоётоми Хидэёси место всеяпонского лидера занял Токугава Иэясу. В 1600 году, заручившись поддержкой большинства знати, он разбил в сражении при Сэкигахаре оппозицию рода Тоётоми и за последующие 15 лет ликвидировал этот род. В 1603 году Иэясу получил от Императора должность сёгуна и основал новый сёгунат в городе Эдо. Время существования этого последнего самурайского правительства называют периодом Эдо (1603—1867).
В период господства сёгуната Япония была федерацией. Одна четвёртая часть всех земель страны принадлежала роду сёгунов Токугава, а остальные — трём сотням региональных властителей даймё. Последние делились на группы «родственников», «древних вассалов» и «новых вассалов», в зависимости от уровня зависимости от сёгуна. Все они имели собственные автономные уделы ханы, размер которых определяло центральное правительство. Для профилактики восстаний оно ограничивало политические права подчинённых «Законами для военных домов», а также истощало финансы их автономий обязательными командировками в правительственную резиденцию в Эдо. Сёгунат также конфисковал все земельные владения императорского двора, обязавшись содержать его за свой счёт.
В начале XVII века самурайское правительство было заинтересовано в контактах с европейскими странами и прекратило преследование христиан. Стремясь расширить международную торговлю и сосредоточить в своих руках львиную долю прибыли от неё, сёгунат внедрил в 1604 году лицензирование японских кораблей, которые отправлялись за границу, преимущественно в страны Юго-Восточно Азии. Однако противостояние в Японии протестантских Англии и Голландии с одной стороны и католических Испании и Португалии с другой, грозило втянуть японское правительство в конфликт этих государств. В связи с этим Япония повела курс на ограничение контактов с Европой и её колониями, впоследствии получивший название сакоку.
В 1614 году сёгунат запретил христианство, видя в нём инструмент иностранного политического влияния. Десятки тысяч японских христиан были репрессированы, а выезд японцев за границу, где они потенциально могли принять крещение, стал невозможным. Поэтому в 1637 году часть крестьян и самураев острова Кюсю, исповедовавших запрещённую религию, подняли антиправительственное восстание в Симабаре. Сёгунат подавил его за год, и в 1639 году, чтобы окончательно уничтожить христианство, запретил всем европейским и американским судам прибывать в Японию. Исключение из этого правила составляла Голландия, её корабли, которые оказали помощь в расправе с повстанцами, получили монопольное право торговать на искусственном острове-резервации Дэдзима в Нагасаки.
В течение XVII — середины XIX века, несмотря на разрыв с Западом, Япония продолжала поддерживать дипломатические и торговые связи со своими традиционными партнёрами: Китаем, Кореей, Рюкю. Правительство торговало с ними на Дэдзиме, Цусиме, Сацуме и юге Хоккайдо.

#### Социально-экономическое развитие
Японское общество периода Эдо было сословным и состояло из 4 больших групп: военных-самураев, крестьян, ремесленников и купцов. Страной руководили исключительно представители первого сословия. Вне сословной системы находились парии, которые занимались непрестижными работами: утилизацией отходов, уборкой, тюремной службой. Господствующими религиями были синто и буддизм. Существовала система регистрации населения при буддистских монастырях по месту жительства. Христианство было запрещено, поэтому его последователи находились в подполье. Роль официальной идеологии страны играло неоконфуцианство, которое приобрело особенно большое значение во времена правления Токугавы Цунаёси и период деятельности учёного Араи Хакусэки. Его изучали в Государственной академии, основанной Хаяси Радзан. Под влиянием неоконфуцианства оформился кодекс самурайской чести бусидо.
Японская экономика периода Эдо была полунатуральной. В стране были в обращении местные золотые и серебряные монеты, но налоги и зарплата уплачивались рисом. В этой связи важную роль играло село, основной поставщик риса и единица налогообложения. Японские сёла имели руководителей, но решение принимали коллегиально. На селе существовала система круговой поруки и взаимопомощи. Для сохранения села власти запрещали крестьянам продавать наделы и переселяться в города. Благодаря такой политике, в течение XVII века крестьяне увеличили площадь всех пахотных земель страны вдвое, изобрели новые орудия труда и стали выращивать технические культуры — коноплю, хлопок, чай, рапс и различные красители.
Развитие сельского хозяйства способствовало развитию промышленности и транспорта. Ведущими отраслями стали лесное хозяйство, солеварение, гончарство, изготовление товаров широкого потребления. Была налажена сеть морских и сухопутных путей, появилась Всеяпонская почтовая служба гонцов. В течение двух веков японское общество не знало социальных катаклизмов, поэтому период Эдо называют эпохой «мира Токугава».
Функцию центров политико-экономического и социально-культурной жизни Японии выполняли города. Крупнейшие из них были «столицами» тех или иных автономных владений и имели на своей территории замки. Самую многочисленную группу жителей городов составляли самураи. Их обслуживали ремесленники и купцы, которые назывались мещанами. Столицей Японии считался Киото, главным городом правительства — Эдо, а самым мощным экономическим центром страны — Осака.

#### Времена реформ
С наступлением XVIII века японское хозяйство охватил системный кризис. Он был вызван крахом натуральной экономики из-за проникновения денежных отношений в деревню. Цены на рис упали, что породило хронический дефицит бюджетов центрального и удельных правительств, которые зависели от натуральной дани. В этой связи в 1716 году сёгун Токугава Ёсимунэ начал ряд всеяпонских преобразований, получивших название «реформы Кёхо». Они были направлены на стимулирование бережливости чиновников, освоение целины и увеличение налогов. Сёгун также издал «Положения о судопроизводстве», в которых установил стандарты для рассмотрения судебных дел и позволил простолюдинам жаловаться на администрацию. Его начинания продолжил родзю Танума Окицугу. Он пытался преодолеть кризис путём развития товарно-денежных отношений, поощряя создание монопольных купеческих корпораций. Однако вмешательство купечества в политику вызвало расцвет взяточничества, и реформатор был вынужден уйти в отставку. В 1787 году хозяйственные преобразования продолжил Мацудайра Саданобу. Его курс получил название «реформы Кансэй», ведущей идеей которого стало «обогащение через сбережение». Однако социально-экономические проблемы решены не были. После Мацудайры делами правительства начал заниматься сёгун Токугава Иэнари. Он восстановил курс на содействие торговле и развитие городов.
В первой половине XIX века Японию поразил великий голод, вызванный многолетними неурожаями. Вместо того, чтобы спасать население, сёгунат начал скупать рис в регионах и отправлять его в свою правительственную резиденцию. Такая политика вызывала вооружённые протесты не только крестьян, но и местного самурайства, на поддержке которого держалось правительство. Для успокоения общества сёгунат начал в 1841 году «реформы Тэмпо» под руководством Мидзуно Тадакуни. Их целью было возвращение к традиционным методам хозяйствования: консервация села и торможение торговли. Однако реформы оказались непопулярными, что опять ударило по престижу сёгуната.
Тем временем правительство западнояпонских автономных уделов Сацума-хан и Тёсю-хан вышли из экономического кризиса самостоятельно. Они привлекли к управлению талантливых самураев из низов и активно способствовали торговле. Вскоре оба хана накопили достаточно сил, чтобы противостоять сёгунату.

#### Культура периода Эдо
Окончательное оформление традиционной японской культуры пришлось на XVII—XIX века. В течение второй половины XVII — начала XVIII века общеяпонскими культурно-научными центрами были Киото и Осака, а с конца XVIII века их роль взял на себя город Эдо. Культуру времен киото-осакского доминирования принято называть культурой Гэнроку, а культуру периода Эдо — культурой Кассё. Оба названия происходят от названий соответствующих девизов правления Императоров.
Культура Гэнроку характеризовалась появлением иллюстрированных укиё-дзоси (яп. 浮世草子 «современных рассказов») — жанра японской литературы, разновидности иллюстрированных рассказов конца XVII — начала XVIII века. Другое название — укиё-бон (яп. 浮世本 «современные книги»), которые описывали повседневную жизнь горожан. Танец кабуки трансформировался в театр. Новое развитие получила поэзия в лице Мацуо Басё, который повысил хайку до уровня искусства. Кукольный театр нингё-дзюрури обогатился лирическими пьесами драматурга Тикамацу Мондзаэмона. В изобразительном искусстве активно работали художники школ Рин, Кано и Тоса. Вместе с тем появился новый жанр гравюр укиё-э, основоположником которого стал Хисикава Моронобу. Также имело место развитие точных и естественных наук, в частности математики и агрономии.
Культура Касей привела к расцвету мещанской субкультуры и распространению гедонистических настроений. Жители Эдо зачитывались комедийными рассказами «На своих двоих по Токайдоскому тракту» Дзиппэнся Икку, «Современные бани» Сикитэя Самбы, и полуфантастическими произведениями вроде «Рассказ о восьми собаках Сатоми из Южной Авы» Кёкутея Бакина. В поэзии прославились Ёса Бусон и Кобаяси Исса. Театральное искусство было на пике своей популярности. Повышенным спросом пользовались дома куртизанок. Мещанские гравюры укиё-э переживали свой «золотой век» благодаря портретисту Китагаве Утамаро и Тосюсаю Сяраку, пейзажистам Кацусике Хокусаю и Хиросигэ Утагава. Между тем, среди самураев оставалась популярной традиционная живопись в исполнении Икэ-но Тайга и Урагами Гёкудо.
В XVIII—XIX веках уровень образования в Японии был одним из самых высоких в мире. Кроме правительственных школ для самураев, действовали общественные теракоя для простолюдинов. Главными предметами были чтение, письмо, арифметика и основы конфуцианства. Изучались также новые науки, такие как «японоведение» кокугаку и «изучение Голландии» рангаку. Основы первой заложил Мотоори Норинага, который обосновывал японскую уникальность. Толчком для появления второй стали переводы европейских научных работ Сугитой Гэмпаку и Маэно Рётаку. Они способствовали становлению западного академизма в Японии. Конец периода Эдо сказался и ростом интереса к японской истории, чему способствовало издание «Неофициальной истории Японии» Рая Санъё.

## Новая Япония

### Формирование Японской империи

#### Падение сёгуната
С конца XVIII века у японских берегов начали часто появляться корабли Великобритании, России, США и Франции, которые вели борьбу за колонии в Азии. Японское правительство придерживалось изоляционной политики и отказывалось вступать в дипломатические отношения с этими странами. В 1825 году сёгунат издал директивы, направленные на усиление береговой обороны, однако долго противостоять иностранному давлению не мог. В июне 1853 года в Японию прибыла военная эскадра США под командованием Мэттью Перри, которая силой заставила японцев принять письмо президента США с требованием начать торговлю. Глава японского правительства Абэ Масахиро пообещал дать ответ за год и созвал для этого всеяпонское собрание знати. Однако общего решения они не приняли, а факт их созыва пошатнул авторитет сёгуната. В январе 1854 года Перри вторично прибыл в Японию и, угрожая войной, добился подписания договора. Согласно ему, сёгунат открывал для США два порта, а также позволял строить в них американские поселения и консульства. Вскоре подобные договоры были подписаны с Российской империей (Симодский трактат), Британской империей и Францией. В 1858 году японцы снова сделали уступки иностранным государствам и заключили с ними неравноправные договоры Ансэй, которые лишили Японию таможенной независимости.
На фоне дипломатических неудач и инфляции в стране возникло оппозиционное общественное движение «Да здравствует Император, долой варваров!». Против его лидеров сёгунат начал репрессии. Среди наказанных оказались мыслители Токугава Нариаки и Ёсида Сёин. В ответ на это в 1860 году недовольные зарезали главу правительства, инициатора политических преследований, из-за чего престиж сёгуната снова пострадал.
Центрами антиправительственной оппозиции выступали западнояпонские уделы Сацума-хан и Тёсю-хан. На волне ксенофобских настроений они развязали сацумско-британскую и симоносекскую войны 1863 года, но потерпели поражение. Осознав техническую отсталость Японии от Запада и опасность колонизации, уделы начали модернизацию армии и переговоры с императорским двором. В 1864 году, для подавления оппозиции, сёгунат совершил первый карательный поход против Тёсю и сменил его руководство. Однако в следующем году в уделе произошёл переворот, и оппозиционеры вернулись к власти. В 1866 году, при посредничестве Сакамото Рёма, Сацума и Тёсю заключили тайный союз с целью свержения сёгуната и восстановления Императорского правления. Благодаря этому второй карательный поход сёгуната в Тёсю закончился разгромом правительственных войск.
В 1866 году новым сёгуном стал малоопытный Токугава Ёсинобу. Одновременно вместо покойного императора Комэя на трон взошёл 14-летний император Мэйдзи. Сёгун планировал создать вместо сёгуната новое правительство с участием киотоской аристократии и региональных властителей, в котором сам получил бы пост премьер-министра. С этой целью он отрёкся от должности и 9 ноября 1867 года вернул полноту государственной власти Императору. Этим воспользовалась антисёгунатская оппозиция, и 3 января 1868 года в одностороннем порядке сформировала новое правительство и приняла от имени императора указ о реставрации императорского правления. Сёгунат Токугава ликвидировался, а экс-сёгун устранялся от власти, теряя титулы и земли. Это событие завершило период Эдо и ознаменовало конец пятисотлетнего доминирования самураев в японской политике.

#### Реставрация Мэйдзи
Против возвращения сёгуном государственной власти Императору выступили сторонники ликвидированного сёгуната. Япония оказалась расколотой на два лагеря и вступила в гражданскую войну. К июню 1869 года сторонники сёгуната были окончательно побеждены императорскими войсками.
Но лишившиеся привилегий самураи поднимали восстания, последним и самым крупным из которых было Сацумское восстание 1877 года.
Взяв за основу западные политическую, судебную и военные системы, Кабинет министров Японии создал Тайный совет, подготовил к принятию Конституцию Мэйдзи и собрал парламент. Реставрация Мэйдзи превратила Японскую империю в индустриальную мировую державу. После победы в японо-китайской (1894—1895) и русско-японской (1904—1905) войнах Япония обеспечила себе господство на Японском и Жёлтом морях и присоединила к себе Корею, Тайвань и южный Сахалин. Так как условия Портсмутского мирного договора, послужившего окончанием Русско-японской войны, были восприняты японской общественностью как унижение, то уже 5 сентября 1905 года вспыхнули массовые протесты японского населения. В течение следующих 13 лет Япония будет сотрясаться от серии насильственных протестов (девять различных восстаний только в Токио), которые в результате вылились в Рисовые бунты 1918 года.

#### Японская империя
В начале XX века непродолжительный демократический период Тайсё сменился ростом милитаризма и экспансионизма. Япония приняла участие в Первой мировой войне на стороне Антанты, расширив своё политическое влияние и территорию. В 1931 году, продолжая свою политику экспансионизма, заняла Маньчжурию и создала марионеточное государство Маньчжоу-Го. После доклада Литтона в 1933 году Лига Наций осудила её действия и Япония демонстративно покинула Лигу. В 1936 году Япония подписала Антикоминтерновский пакт с нацистской Германией, а в 1940 году присоединилась к странам «Оси». Тогда же Япония подписала Пакт о нейтралитете между СССР и Японией, обязавшись уважать территориальную целостность и неприкосновенность Монгольской народной республики и Маньчжоу-Го.
В 1937 году Япония вторгается и в другие части Китая (Нанкинская резня), начиная вторую японо-китайскую войну (1937—1945), после чего США накладывают на неё нефтяное эмбарго. 7 декабря 1941 года Япония напала на Пёрл-Харбор и объявила войну США и Великобритании. Это приводит к участию США во Второй мировой войне. Японская империя завоевала Гонконг, Филиппины и Малакку, но в 1942 году поражение в Коралловом море лишило её преимущества на море. После атомных бомбардировок мирного населения Хиросимы и Нагасаки 6 и 9 августа 1945 года авиацией США, а также после присоединения СССР к военным действиям против Японии (разгром Квантунской армии), Япония подписала 2 сентября 1945 года Акт о безоговорочной капитуляции.

### После Второй мировой войны
В 1947 году Япония приняла новую пацифистскую конституцию, в которой делается акцент на либеральную демократию. Оккупация Японии союзными войсками закончилась с принятием Сан-Францисского мирного договора, который вступил в силу в 1952 году, а в 1956 году Япония вступила в ООН. Позже Япония добилась рекордного экономического роста, который продолжался четыре десятилетия и составлял в среднем 10 % ежегодно. В 1991 году экономический рост сменился кризисом, из которого страна сумела выбраться только в 2000 году.

### Телепередачи
- Япония эпохи Нара (копия)
- Япония эпохи Хэйан (копия)
- Япония эпохи Камакура (копия)
- Япония эпохи Муромати (копия)
- Япония императора Мэйдзи (копия)
- 22 июня по-японски или американская Цусима (копия)